# Regional District of Bulkley-Nechako
Der Regional District of Bulkley-Nechako ist ein Bezirk in der kanadischen Provinz British Columbia. Er ist 73.361 km² groß und zählt 37.896 Einwohner (2016). Beim Zensus 2011 wurden noch 39.208 Einwohner ermittelt.
Hauptort des Bezirks ist Burns Lake. Hauptwirtschaftszweige der Region sind heute Forstwirtschaft und Tourismus, während die meisten Orte wegen des Bergbaus gegründet wurden.

## Administrative Gliederung

### Städte und Gemeinden
| Ort            | Status                | Bevölkerung |
| Smithers       | Town                  | 5401        |
| Vanderhoof     | District municipality | 4439        |
| Houston        | District municipality | 2993        |
| Burns Lake     | Village               | 1779        |
| Fort St. James | District municipality | 1598        |
| Telkwa         | Village               | 1327        |
| Fraser Lake    | Village               | 988         |
| Granisle       | Village               | 303         |

### Gemeindefreie Gebiete
- Bulkley-Nechako A
- Bulkley-Nechako B
- Bulkley-Nechako C
- Bulkley-Nechako D
- Bulkley-Nechako  E
- Bulkley-Nechako F
- Bulkley-Nechako G